# 140 Siwa
Siwa (asteroide 140) é um asteroide da cintura principal com um diâmetro de 109,79 quilómetros, a 2,14180993 UA. Possui uma excentricidade de 0,2162946 e um período orbital de 1 650,21 dias (4,52 anos). Seu nome foi inspirado pela deusa eslava da fertilidade Siwa.
Siwa tem uma velocidade orbital média de 18,01684333 km/s e uma inclinação de 3,18721141º.
Este asteroide foi descoberto em 13 de Outubro de 1874 por Johann Palisa.